# Distretto di Sondorillo
Il distretto di Sondorillo è un distretto del Perù  facente parte della provincia di Huancabamba, nella regione di Piura.